# Chinja chinja
Espèce
Chinja chinjana est une espèce d'araignées aranéomorphes de la famille des Zoropsidae.

## Distribution
Cette espèce est endémique de Tanzanie. Elle se rencontre dans les monts Usambara.

## Description
Le mâle holotype mesure 3,40 mm et la femelle paratype 3,70 mm, les mâles mesurent de 2,40 à 3,80 mm et les femelles de 3,70 à 5,00 mm.

## Publication originale
- Polotow & Griswold, 2018 : Chinja, a new genus of spider from the Eastern Arc Mountains of Tanzania (Araneae, Zoropsidae). Zootaxa, no 4472(3), p. 545-562.